# 北川結衣
北川 結衣（きたがわ ゆい、1986年8月11日 - ）は、日本のAV女優。
身長：163cm 、スリーサイズ：B82（Cカップ）・W57・H82。血液型：A型。
趣味・特技：買い物・ピアノ。

## 略歴
- 2008年6月に『FIRST IMPRESSION 35 北川結衣』でAVデビュー。

## 作品

### アダルトビデオ
2008年
- FIRST IMPRESSION 35 北川結衣（2008年6月1日、アイデアポケット）
- 美しいお姉さんの接吻とSEX 北川結衣（2008年7月1日、アイデアポケット）
- 美女の究極モザイクFUCK 北川結衣（2008年8月1日、アイデアポケット）
- 6SEX コスプレバージョン 北川結衣（2008年9月1日、アイデアポケット）
- FELLATIO FESTIVAL 11（2008年9月1日、アイデアポケット）
- 絶頂イカセ潮噴きアクメ 北川結衣（2008年10月1日、アイデアポケット）